# Xã Springfield, Quận Muskingum, Ohio
Xã Springfield (tiếng Anh: Springfield Township) là một xã thuộc quận Muskingum, tiểu bang Ohio, Hoa Kỳ. Năm 2010, dân số của xã này là 5.602 người.